# Garhi Pukhta
Garhi Pukhta – miasto w północnych Indiach w stanie Uttar Pradesh, na Nizinie Hindustańskiej.
Populacja miasta w 2001 roku wynosiła 12 104 mieszkańców.